# フコシルガラクトシド 3-α-ガラクトシルトランスフェラーゼ
フコシルガラクトシド 3-α-ガラクトシルトランスフェラーゼ(Fucosylgalactoside 3-alpha-galactosyltransferase、EC 2.4.1.37)は、以下の化学反応を触媒する酵素である。
UDP-ガラクトース + α-L-フコシル-(1->2)-D-ガラクトシル-R{\displaystyle \rightleftharpoons }UDP + α-D-ガラクトシル-(1->3)-[α-L-フコシル(1->2)]-D-ガラクトシル-R
従って、この酵素の2つの基質はウリジン二リン酸ガラクトースとα-L-フコシル-(1->2)-D-ガラクトシル-R、2つの生成物はウリジン二リン酸とα-D-ガラクトシル-(1->3)-[α-L-フコシル(1->2)]-D-ガラクトシル-Rである。
この酵素は、グリコシルトランスフェラーゼ、特にヘキソシルトランスフェラーゼに分類される。系統名は、UDP-ガラクトース:α-L-フコシル-(1->2)-D-ガラクトシド 3-α-D-ガラクトシルトランスフェラーゼである。その他よく用いられる名前に、UDP-galactose:O-alpha-L-fucosyl(1->2)D-galactose, alpha-D-galactosyltransferase, UDPgalactose:glycoprotein-alpha-L-fucosyl-(1,2)-D-galactose, 3-alpha-D-galactosyltransferase, [blood group substance] alpha-galactosyltransferase, blood-group substance B-dependent galactosyltransferase, glycoprotein-fucosylgalactoside alpha-galactosyltransferase, histo-blood group B transferase, and histo-blood substance B-dependent galactosyltransferase等がある。この酵素は、スフィンゴ糖脂質やグリカン構造の生合成に関与している。

## 構造
2007年末時点で、この酵素の7個の構造が解明されている。蛋白質構造データバンクのコードは、1R7U、1R7X1R80、1R82、2A8W、2PGV、及び2PGYである。